# وان-ایکس
ُوان-ایکس (One-X) دومین آلبوم استودیویی گروه هارد راک تری دیز گریس می‌باشد که در ۱۳ ژوئن ۲۰۰۶ منتشر شد. آدام گانتیر متن ترانه‌های این آلبوم را زمانی که در مرکز توان بخشی سپری می‌کرد نوشته است. تمامی ترانه‌های این آلبوم با مواد مخدر ارتباط دارد.

## فهرست آهنگ‌ها
۱- همه اش تمام شده
۲- رنج
۳- حیوانی که شده‌ام
۴- هرگز دیر نیست
۵- تنهایی
۶- آشوب
۷- زنده از اینجا بیرون برو
۸- بگذار بمیرد
۹- دوباره و دوباره
۱۰- زمان مردن
۱۱- برباد رفته
۱۲- تک-ایکس
2- Pain
3- Animal I Have Become
4- Never Too Late
5- On My Own
6- Riot
7- Get Out Alive
8- Let It Die
9- Over And Over
10- Time Of Dying
11- Gone Forever
12- One-X

## پدید آورندگان
- آدام گانتیر – آواز، ریتم گیتار
- بری استاک – گیتار لید
- برد والست – گیتار بیس
- نیل سندرسون – درام، هم آوازی